# Dmitrij Cziżykow
Dmitrij Aleksandrowicz Cziżykow (ur. 6 grudnia 1993) – rosyjski lekkoatleta specjalizujący się w trójskoku.
W 2013 był czwarty na mistrzostwach Europy juniorów, a w 2015 został młodzieżowym mistrzem Starego Kontynentu.
Medalista mistrzostw Rosji.
Rekordy życiowe: stadion – 17,20 (17 czerwca 2015, Sarańsk); hala – 16,89 (18 lutego 2015, Moskwa).

## Osiągnięcia
| Rok  | Impreza                        | Miejsce | Pozycja           | Wynik |
| ---- | ------------------------------ | ------- | ----------------- | ----- |
| 2011 | Mistrzostwa Europy juniorów    | Tallinn | 4. miejsce        | 15,75 |
| 2015 | Halowe mistrzostwa Europy      | Praga   | el. – 20. miejsce | 14,61 |
| 2015 | Młodzieżowe mistrzostwa Europy | Tallinn | 1. miejsce        | 17,05 |